# Персијанци (драма)
Персијанци је старогрчка трагедија коју је написао грчки трагичар Есхил током класичног периода античке Грчке. То је други и једини сачувани део  изгубљене трилогије која је освојила прву награду на драмским такмичењима на атинском градском фестивалу Дионизије 472. године пре нове ере, а Перикле је био финансијер и продуцент.

## Место у Есхиловом делу
Прва драма у трилогији, названа Финеј, вероватно се бавила спасавањем краља Финеја од стране Јасона и Аргонаута од мучења које су му монструозне харпије нанеле по Зевсовом налогу. Тема треће драме, Глаук, био је или митски коринтски краљ кога су прогутали његови коњи јер је разљутио богињу Афродиту (видети Глаук (син Сизифа)) или беотијски сељак који је појео магичну биљку која га је претворила у морско божанство са даром прорицања (видети Глаук).
У „Персијанцима“, Ксеркс изазива непријатељство богова због своје преступничке експедиције против Грчке 480/479. године пре нове ере; фокус драме је пораз Ксерксове морнарице код Саламине. С обзиром на Есхилову склоност ка писању повезаних трилогија, тема божанске одмазде може повезати сва три дела. Сам Есхил се борио са Персијанцима код Маратона (490. п. н. е.). Можда се чак и борио код Саламине, само осам година пре него што је представа изведена.
Сатирска драма која је уследила након трилогије била је „Прометеј Пиркај“, преведена као „Прометеј који потпаљује ватру“. Сачувано је неколико фрагмената Прометеја Пиркеја, а према Плутарху, један од тих фрагмената била је изјава Прометеја у којој је упозорио сатира који је желео да пољуби и загрли ватру да ће „жалити за својом брадом“ ако то учини. Још један фрагмент из „Прометеја Пиркеја“ превео је Херберт Вир Смит као „И добро се чувај да те ударац не погоди у лице; јер је оштар и смртоносно пече својим врелим дахом“.

## Радња
Персијанци се одвијају у Сузи, која је у то време била једна од престоница првог Персијског царства, а почиње хором стараца из Сузе, којима се убрзо придружује краљица мајка, Атоса, док чекају вести о експедицији њеног сина, краља Ксеркса, против Грка. Изражавајући своју анксиозност и нелагоду, Атоса приповеда „оно што је вероватно прва секвенца снова у европском позоришту“. Ово је необичан почетак за Есхилову трагедију; обично би се хор појавио мало касније, након говора споредног лика.
Стиже исцрпљени гласник, који нуди графички опис битке код Саламине и њеног крвавог исхода. Он говори о персијском поразу, именима персијских генерала који су погинули и говори да је Ксеркс побегао и да се враћа. 
На гробу свог покојног мужа Дарија, Атоса тражи од хора да призову његовог духа: „Неки лек он зна, можда/Зна лек за пропаст“, кажу. Сазнавши за персијски пораз, Дарије осуђује охолост која је стајала иза одлуке његовог сина да нападне Грчку. Он посебно критикује безбожну Ксерксову одлуку да изгради мост преко Дарданела како би убрзао напредовање персијске војске. Пре него што је отишао, Даријев дух прориче још један персијски пораз у бици код Платеје (479. п. н. е.): „Где равница расте бујно и зелено,/где Асопов поток напаја богато беотијско тло,/Мајка катастрофа их тамо чека,/Награда за дрскост, за презирање Бога.“
Ксеркс коначно стиже, обучен у поцепане хаљине после свог тешког пораза. Остатак драме представља краља самог са хором који пева лирску песму у којој оплакује величину персијског пораза.

## Дискусија
Есхил није био први који је написао драму о Персијанцима — његов старији савременик Фриних је написао две драме о њима. Прва, „Пљачка Милета“ (написана 493. године пре нове ере, 21 годину пре Есхилове драме), тицала се уништења јонске колоније Атине у Малој Азији од стране Персијанаца. Због приказа овог бруталног пораза, који је наглашавао напуштање своје колоније од стране Атине, Фриних је кажњен новчаном казном и донет је закон којим се забрањују накнадна извођења његове драме. Друга, Феничанке (написана 476. године пре нове ере, четири године пре Есхилове верзије), обрађивала је исти историјски догађај као и Есхилови Персијанци. Ниједна од Фринихових драма није сачувана.
Тумачења Персијанаца или објашњавају драму као саосећање према пораженим Персијанцима или као прославу грчке победе у контексту текућег рата. Теорија слављења тврди да је представа део ксенофобичне културе којој је било тешко да саосећа са својим омраженим варварским непријатељем током ратног времена. Током драме, Ксеркс назива своје болове „радошћу мојим непријатељима“ (стих 1034).

## Накнадна извођења
Према схолијуму у Аристофановим „Жабама“ из 1028. године, Хијерон из Сиракузе је у неком тренутку позвао Есхила да репродукује „Персијанце“ на Сицилији.
Седамдесет година након што је драма постављена, комични драмски писац Аристофан помиње очигледну атинску репродукцију Персијанаца у својим „Жабама “ (405. п. н. е.). У њему, он наводи Есхила који описује Персијанце као „ефикасну проповед о вољи за победом. Најбољу ствар коју сам икада написао“; док Дионис каже да је „волео онај део где су певали о данима великог Дарија, а хор је викао 'Вах! Вах!'“ (1026–1028).
Персијанци су били популарни у Римском царству и Византијском царству, који су такође ратовали са Персијанцима, а њихова популарност је опстала у модерној Грчкој. Према речима Ентонија Подлецког, током продукције у Атини 1965. године публика је „масовно устала на ноге и прекинула дијалог глумаца узвицима“.
Американац Питер Селарс режирао је продукцију Персијанаца на Единбуршком фестивалу и фестивалу у Лос Анђелесу 1993. године, који су представили представу као одговор на Заливски рат 1990–1991. Продукција је била у новом преводу Роберта Аулете. Приказана је премијерно у позоришту Краљевски лицеј 16. августа 1993. 
Елен Меклафлин је превела „Персијанце“ 2003. године за Национално глумачко позориште Тонија Рендала у Њујорку као одговор на инвазију Џорџа Буша на Ирак. У продукцији су глумили Лен Кариу као Даријус и Мајкл Штулбарг као Ксеркс.
Превод Арона Пучигијана из 2010. године први пут је укључивао детаљне белешке за хорске оде које је сам Есхил створио, а које су налагале стихове које су требали да изговарају одређени делови хора (строфа и антистрофа). Користећи Пучигијаново издање, које укључује позоришне белешке и сценска упутства, „Персијанци“ су представљени у сценском читању као део фестивала једночинки њујоршке позоришне компаније WorkShop за пролеће 2011. године „Они који су поднели битку“.
Такође 2010. године, награђивани превод Кејт О'Рајли је изведен на полигону за обуку Сенибриџ (војни полигон у Брекон Биконсу) у организацији Националног позоришта Велса. Публика је ценила начин на који је ова продукција захтевала од њих да преусмере пажњу између спектакуларног пејзажа који их окружује, специфичне историје тог подручја и модерне адаптације старогрчког текста изведене на сцени. Дело је касније донело О'Рајлију награду Тед Хјуз за ново дело у поезији, коју је доделила песникиња лауреаткиња, Керол Ен Дафи.
Поводом 2500. годишњице битке код Саламине, 25. јула 2020. године, „Персијанци“ су била прва старогрчка трагедија која је одиграна у свом природном окружењу, односно позоришту на отвореном у Епидауру, и преношена је уживо широм света путем Јутјуба. Глумци су изводили представу на старогрчком и новогрчком језику, док су енглески титлови пројектовани на Јутјубу.
Представа је тренутно у продукцији као једна од двоструких представа у оквиру Кембриџске грчке драме 2022. године.
У марту 2024. године, даблински театар Аби је поставио први превод драме песникиње Нуале Ни Домнаил на ирски језик.

## Утицај
Есхилова драма је била модел за Шелијево дело „Хелада: Лирска драма“ из 1821. године, његово последње објављено поетско дело пре смрти 1822. године. Т. С. Елиот, у делу „Пуста земља“, „Сахрана мртвих“, стих 63 „Нисам мислио да је смрт толико тога поништила“, одјекује стихом 432 из извештаја гласника у „Персијанцима“: „Међутим, можете бити сигурни да толико мноштво људи никада није страдало у једном дану“, што је такође слично Дантеовом стиху у „Паклу“, треће певање, стихови 56–57: ch'i' non averei creduto/Che morte tanta n'avesse disfatta.
У модерној књижевности, Димитрис Љакос у свом дистопијском епу Z213: Излаз користи цитате из Гласниковог извештаја у Персијанцима како би дочарао неуспех војне операције и касније повлачење трупа у постапокалиптичном окружењу. Одломци из „Персијанаца“ улазе у контекст фрагментације где поломљена синтакса евокативно подсећа на пејзаж након рата.